# Forn d'oli de ginebre de Quimet el Recader
El Forn d'oli de ginebre de Quimet el Recader és un forn d'oli de ginebre de Riba-roja d'Ebre (Ribera d'Ebre) protegit com a Bé Cultural d'Interès Local.

## Descripció
Es tracta d'una construcció en pedra feta per a destil·lar, via escalfor, l'oli de ginebre.
Ubicat a les Valls de fàcil accés, per la pista que va a Maials al km 6 camí de la dreta a 2 km.
Es troba en mal estat de conservació, semi derruït, amb el que es poden veure les dues parets interiors.